# George Best
George Best (n. 22 mai 1946, Belfast – d. 25 noiembrie 2005, Londra) a fost un fotbalist nord irlandez, cunoscut în special pentru perioada sa de activitate la Manchester United. A jucat pe post de extremă stângă. Se folosea de accelerație, ritm, echilibru, capacitatea de a lovi cu ambele picioare, simțul porții și abilitatea în fața fundașilor adverși. În 1968, anul său de grație, a câștigat Cupa Campionilor Europeni cu Manchester United și a fost numit Fotbalistul European al Anului. Cât timp nu era accidentat, era un titular indiscutabil al naționalei Irlandei de Nord, dar nu a putut să se califice cu echipa la niciun turneu final de Campionat Mondial.
În 1999 s-a clasat pe locul 11, în urma lui Marco van Basten, în cadrul alegerilor IFFHS pentru Jucătorul European al Secolului, și pe locul 16, în urma lui Lothar Matthäus, în cadrul alegerilor pentru Jucătorul Mondial al Secolului. Pelé l-a ales pe lista sa de 125 fotbaliști în viață în 2004, iar Best a ieșit pe locul 19, în după Gerd Müller, la sondajul organizat cu ocazia Jubileului de Aur al UEFA. În țara sa natală, admirația pentru George Best este reflectată de jocul de cuvinte : „Maradona good; Pelé better; George Best” („Maradona e bun, Pele e și mai bun, George e cel mai bun” - best în engleză înseamnă „cel mai bun”).
A fost unul dintre primii fotbaliști transformați în vedetă, dar stilul său extravagant de viață l-a dus la probleme de alcoolism, care i-au pus capăt carierei de fotbalist la doar 28 de ani  și i-au încheiat prematur viața la 59 de ani. Cauza morții a fost o infecție la rinichi, efect secundar al medicamentelor imuno-supresive administrate în urma transplantului de ficat. Imaginea simpatică, carisma lui Best i-au câștigat mulți fani de-a lungul anilor, chiar și după retragere, și aceasta în ciuda faptului că a apărut beat la televizor, în ciuda condamnărilor sale pentru conducerea mașinii în stare de ebrietate, a agresării unui polițist, a acuzațiilor de violență la domiciliu sau a nerenunțării la băut chiar și după transplant. 100.000 de oameni s-au strâns la înmormântarea sa, pe o zi ploioasă din East Belfast.